# Balthasar Van Der Pol
Balthazar van der Pol (ur. 27 stycznia 1889 w Utrechcie, zm. 6 października 1959) – holenderski inżynier fizyk, specjalista analizy matematycznej, doktor honoris causa Politechniki Warszawskiej z 1956.

## Życiorys
W 1911 rozpoczął studia na wydziale Fizyki Uniwersytetu w Utrechcie. Dyplom z odznaczeniem otrzymał w 1916. W latach 1916–1919 studiował w Anglii fizykę doświadczalną.
W 1920 wrócił do Holandii, wtedy też otrzymał stopień doktora cum laude Uniwersytetu w Utrechcie. Jego praca doktorska pt. „Pomiary wielkiej częstotliwości w wyładowaniach jarzeniowych” została odebrana z dużym zainteresowaniem i uznaniem. W latach 1919–1922 pracował na stanowisku asystenta profesora H. A. Lorenza w Teyler Stichting Haarlen Uniwersytetu w Delfcie. Od 1922 pracował w Zakładach N.V. Philipsa w Eindhoven, początkowo jako pracownik naukowo-badawczy, następnie przez 25 lat jako kierownik Działu Badań Naukowych w zakresie radiotechniki.
W 1938 otrzymał tytuł profesora elektrotechniki teoretycznej Uniwersytetu Technicznego w Delfcie. W okresie 1945–1946 sprawował funkcję rektora Uniwersytetu w Eindhoven. W 1949 został dyrektorem Międzynarodowego Komitetu Doradczego Radiokomunikacyjnego (CCIR) z siedzibą w Genewie. Swoje prace publikował w czasopismach matematycznych, przyrodniczych, fizycznych i technicznych na całym świecie.
W swoich publikacjach poruszał zagadnienia m.in. z matematyki, fizyki i techniki np. równania różniczkowe nieliniowe, funkcje Mathieu i Bessela, rachunek operatorowy Heaviside’a, transformacje Laplace’a, teorię liczb, Riemanowskie funkcje Zeta. Jedna z zasadniczych dla wszelkich drgań postaci równań różniczkowych nieliniowych nazwana jest równaniem van der Pola, a drgania relaksacyjne są również nierozłącznie związane z jego nazwiskiem.
Członek, wiceprezes, prezes wielu organizacji i towarzystw naukowych m.in. członek Instytutu Radio-inżynierów w USA, Towarzystwa Fizycznego Wielkiej Brytanii, Holenderskiego Królewskiego Instytutu.
Brał udział w VIII sesji Międzynarodowego Komitetu Doradczego Radiokomunikacyjnego w Warszawie. Odznaczony został m.in. Złotym Medalem Waldemara Poulsena (który został mu nadany przez Duńską Akademię Nauk Technicznych), Orderem Komandorskim Lwa Holenderskiego, Orderem Oranje Nassau. W 1956 otrzymał zaszczytny tytuł honoris causa Politechniki Warszawskiej.
Balthazar van der Pol zmarł 6 października 1959 roku.

## Stanowiska
- 1919–1922 asystent profesora H.A.Lorenza w Teyler Stichting Haarlen Uniwersytetu w Delfcie
- 1922–1947 pracownik naukowo-badawczy, kierownik Działu Badań Naukowych w zakresie radiotechniki w Zakładach N.V. Philipsa w Eindhoven
- 1938 profesor elektrotechniki teoretycznej Uniwersytetu Technicznego w Delfcie
- 1945–1946 Rektor Uniwersytetu w Eindhoven
- 1949 dyrektor Międzynarodowego Komitetu Doradczego Radiokomunikacyjnego (CCIR) z siedzibą w Genewie

## Członkostwa
- członek Instytutu Radioinżynierów USA
- członek Towarzystwa Fizycznego Wielkiej Brytanii
- członek Holenderskiego Królewskiego Instytutu Inżynierów
- członek Edynburskiego Towarzystwa Matematycznego
- członek Szwajcarskiego Towarzystwa Matematycznego
- członek Królewskiej Holenderskiej Akademii Sztuk i Nauk[2]

## Nagrody, wyróżnienia, odznaczenia
- Złoty Medal Waldemara Poulsena nadany przez Duńską Akademię Nauk Technicznych
- Order Komandorski Lwa Holenderskiego
- Order Oranje Nassau
- Medal Honorowy Amerykańskiego Instytutu Radioinżynierów
- 1956 tytuł doctora honoris causa Politechniki Warszawskiej